# Echinoclathria subhispida
Echinoclathria subhispida är en svampdjursart som beskrevs av Carter 1885. Echinoclathria subhispida ingår i släktet Echinoclathria och familjen Microcionidae.
Artens utbredningsområde är havet kring Australien. Inga underarter finns listade i Catalogue of Life.